# Sieb (Kategorientheorie)
Ein Sieb bezeichnet im mathematischen Teilgebiet der Kategorientheorie eine Menge von Morphismen mit einem festen gemeinsamen Ziel und einer gewissen Rechtsidealeigenschaft.

## Definition
Es seien {\displaystyle {\mathcal {C}}} eine Kategorie und {\displaystyle C} ein Objekt aus {\displaystyle {\mathcal {C}}}.
Ein Sieb auf {\displaystyle C} ist eine Menge {\displaystyle S} von Morphismen {\displaystyle f:\mathrm {dom} (f)\rightarrow C}, wobei {\displaystyle \mathrm {dom} (f)} den Definitionsbereich von {\displaystyle f} bezeichne, so dass folgende Bedingung erfüllt ist:
Sind {\displaystyle f\in S} und {\displaystyle g:\mathrm {dom} (g)\rightarrow \mathrm {dom} (f)} ein Morphismus in {\displaystyle {\mathcal {C}}}, so ist {\displaystyle f\circ g\in S}.
Jede Komposition eines Siebelementes mit einem weiteren Morphismus von rechts liegt also wieder im Sieb.

## Einfache Beispiele und Eigenschaften
- Die leere Menge {\displaystyle S=\emptyset } von Morphismen ist ein Sieb.
- Die Menge aller Morphismen mit Ziel {\displaystyle C} ist ein Sieb, es ist das maximale Sieb auf {\displaystyle C}.
- Durchschnitte und Vereinigungen von Sieben sind wieder Siebe.
- Ist {\displaystyle R} eine beliebige Menge von Morphismen mit Ziel {\displaystyle C} so ist der Durchschnitt aller {\displaystyle R} umfassenden Siebe das von {\displaystyle R} erzeugte Sieb {\displaystyle (R)} und es ist

{\displaystyle (R)=\{f\circ g\mid f\in R,g{\text{ ein mit }}f{\text{ komponierbarer Morphismus}}\}}.
- Seien {\displaystyle S} ein Sieb auf {\displaystyle C} und {\displaystyle f:D\rightarrow C} ein Morphismus, so ist

{\displaystyle f^{*}S:=\{h\mid f\circ h\in S\}}
ein Sieb auf {\displaystyle D}, das mittels {\displaystyle f} auf {\displaystyle D} zurückgezogene Sieb.
- Ist {\displaystyle S} ein Sieb auf {\displaystyle C} und sind {\displaystyle f:D\rightarrow C} und {\displaystyle g:E\rightarrow D} Morphismen, so gilt {\displaystyle (f\circ g)^{*}(S)=g^{*}(f^{*}(S))}.

## Siebe auf topologischen Räumen
Es sei {\displaystyle X} ein topologischer Raum. Dann bildet man die Kategorie {\displaystyle {\mathcal {O}}(X)} der offenen Mengen und Inklusionen, das heißt, dass die Objekte dieser Kategorie die offenen {\displaystyle U\subset X} sind und die einzigen Morphismen die Inklusionen {\displaystyle V\subset U}, genauer die Inklusionsabbildungen {\displaystyle \iota _{V,U}:V\rightarrow U} sind. Damit kann man Morphismen mit Ziel {\displaystyle U} mit offenen Teilmengen {\displaystyle V\subset U} identifizieren.
Dann ist ein Sieb auf {\displaystyle U} nichts weiter als eine Menge offener Teilmengen {\displaystyle V\subset U}, so dass jede in einer Siebmenge enthaltene offene Menge ebenfalls im Sieb enthalten ist. Anschaulich bedeutet das: Passt eine offene Menge durch das Sieb, dann auch jede kleinere.
Ist {\displaystyle (V_{i})_{i\in I}} ein System offener Mengen in {\displaystyle U}, zum Beispiel eine offene Überdeckung von {\displaystyle U}, so erhält man das von {\displaystyle (V_{i})_{i\in I}} erzeugte Sieb durch Hinzunahme aller offenen Teilmengen der einzelnen {\displaystyle V_{i}}. Viele Konstruktionen in der Garbentheorie über einem topologischen Raum verwenden nur offene Überdeckungen und ihre Eigenschaften. Der Begriff des Siebs ist eingeführt worden, um dies auf beliebige Kategorien verallgemeinern zu können. So kommt man zum Begriff der Grothendieck-Topologie.

## Siebe als Unterfunktoren des Hom-Funktors
Jedes Sieb {\displaystyle S} auf {\displaystyle C} in einer Kategorie {\displaystyle {\mathcal {C}}} definiert wie folgt einen Funktor {\displaystyle F_{S}:{\mathcal {C}}\rightarrow {\mathcal {Set}}} in die Kategorie der Mengen:
- Für ein Objekt {\displaystyle D} in {\displaystyle {\mathcal {C}}} sei {\displaystyle F_{S}(D):=S\cap \mathrm {Hom} (D,C)}
- Für einen Morphismus {\displaystyle g:D\rightarrow E} in {\displaystyle {\mathcal {C}}} sei {\displaystyle F_{S}(g):S(E)\rightarrow S(D)} definiert durch {\displaystyle (F_{S}(g))(h):=h\circ g}. Offenbar ist das Diagramm

kommutativ, so dass {\displaystyle F_{S}} ein Unterfunktor von {\displaystyle \mathrm {Hom} (-,C):{\mathcal {C}}\rightarrow {\mathcal {Set}}} ist.
Umgekehrt ist {\displaystyle \bigcup \{F(D)\mid D\in {\mathcal {C}}\}} für jeden Unterfunktor {\displaystyle F} von {\displaystyle \mathrm {Hom} (-,C)} ein Sieb. Daher identifiziert man üblicherweise {\displaystyle S} mit {\displaystyle F_{S}} und verwendet das Sieb selbst wie einen Funktor, nämlich wie {\displaystyle F_{S}}.
Im unten angegebenen Lehrbuch von H. Schubert werden Siebe als Unterfunktoren von Hom-Funktoren definiert.